# Warren Rock
Warren Rock (17 de marzo de 1942) es un deportista australiano que compitió en vela en la clase Tornado. Ganó tres medallas en el Campeonato Mundial de Tornado entre los años 1976 y 1978.

## Palmarés internacional
| Campeonato Mundial | Campeonato Mundial          | Campeonato Mundial | Campeonato Mundial |
| Año                | Lugar                       | Medalla            | Clase              |
| ------------------ | --------------------------- | ------------------ | ------------------ |
| 1976               | Sídney (Australia)          | Medalla de plata   | Tornado            |
| 1977               | Long Beach (Estados Unidos) | Medalla de plata   | Tornado            |
| 1978               | Weymouth (Reino Unido)      | Medalla de bronce  | Tornado            |